# Mise au tombeau de Combefa
Pour les articles homonymes, voir La Mise au tombeau.

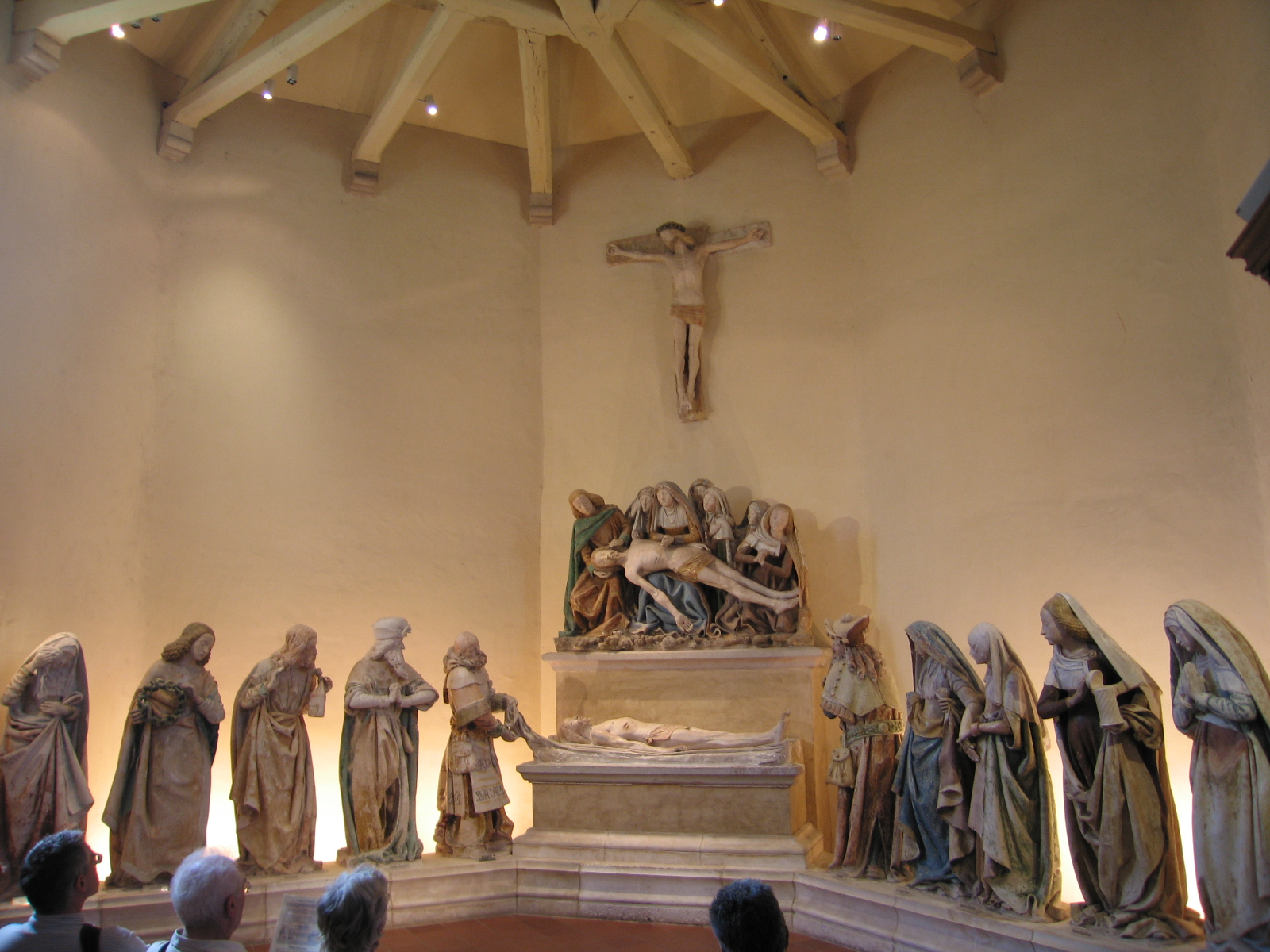
Ensemble de la statuaire

La Mise au tombeau de Combefa est un ensemble de statues en calcaire polychrome du XVe siècle, représentant trois scènes de la Passion du Christ. Elles ont été réalisées pour la chapelle du château de Combefa, et se trouve aujourd'hui dans la chapelle de l'hôpital Saint-Jacques de Monestiés dans le département français du Tarn.

## Histoire
Lors de la construction de la chapelle de son château de Combefa, Louis Ier d'Amboise, évêque d'Albi (1474-1502), fait réaliser un ensemble de sculptures pour décorer la chapelle, qui ont dues être exécutées entre 1473 et 1491. Dès la consécration de la chapelle, le 23 mars 1491, l'ensemble acquiert une grande réputation. Une tradition locale attribue les statues à deux sculpteurs originaires de Monestiés Pierre Viguier et Bernard Viguier.
Lorsque l'archevêque de Choiseul commence le démantèlement du château en 1761 l'ensemble est jugé trop lourd pour être transporté. Les habitants de Monestiés obtiennent en 1765 de son successeur, François-Joachim de Pierre de Bernis, alors évêque d'Albi, l'autorisation de transporter les sculptures dans la chapelle de l'hôpital Saint-Jacques de Monestiés, où elles sont toujours exposées aujourd'hui.
Le groupe de sculptures a été restauré en 1992, ce qui a permis qu'il retrouve sa disposition supposée d'origine.

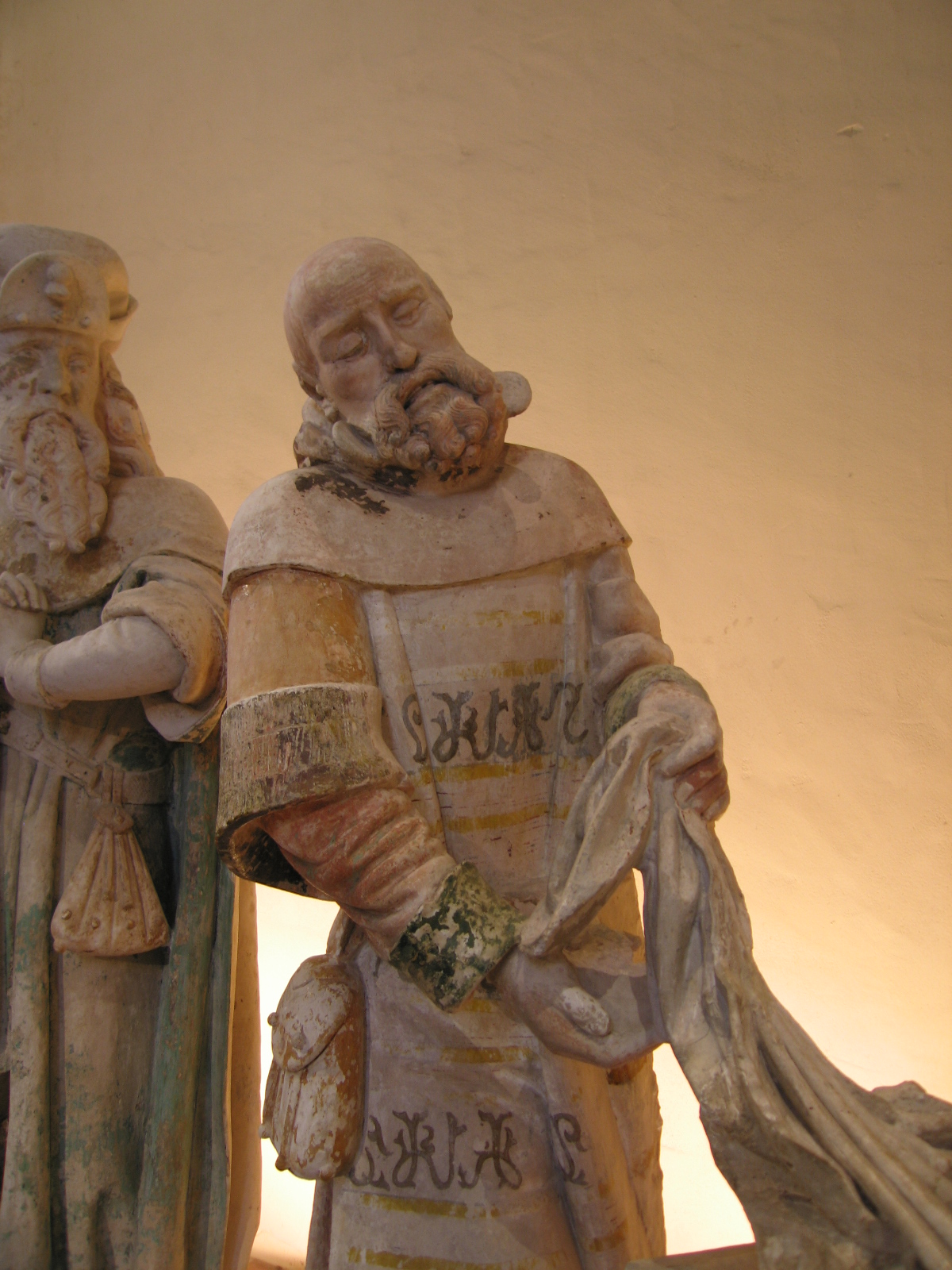
Louis Ier d'Amboise, le commanditaire
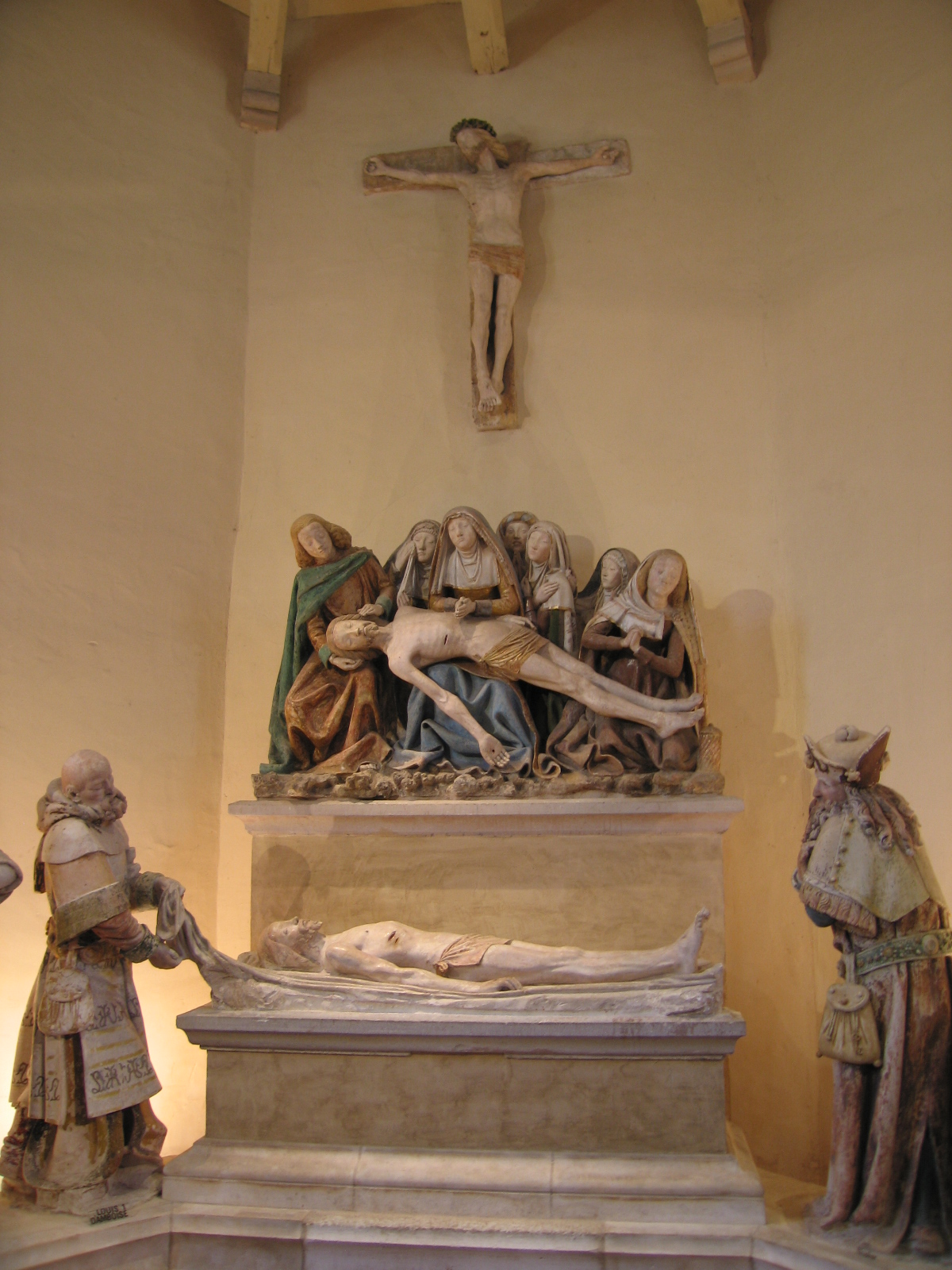
Détail de la partie centrale, avec Christ en croix et Pietà
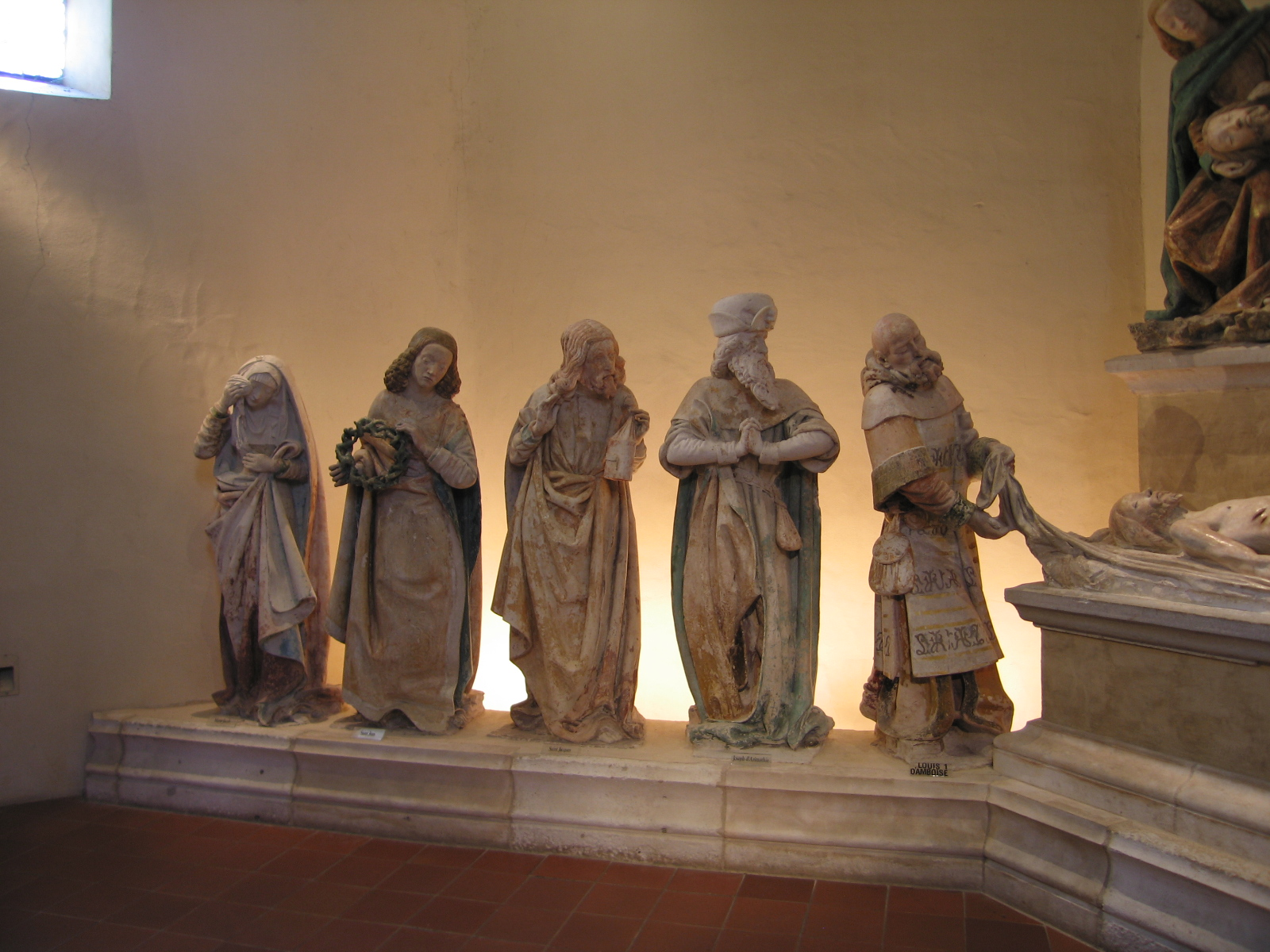
Mise au tombeau, groupe de gauche
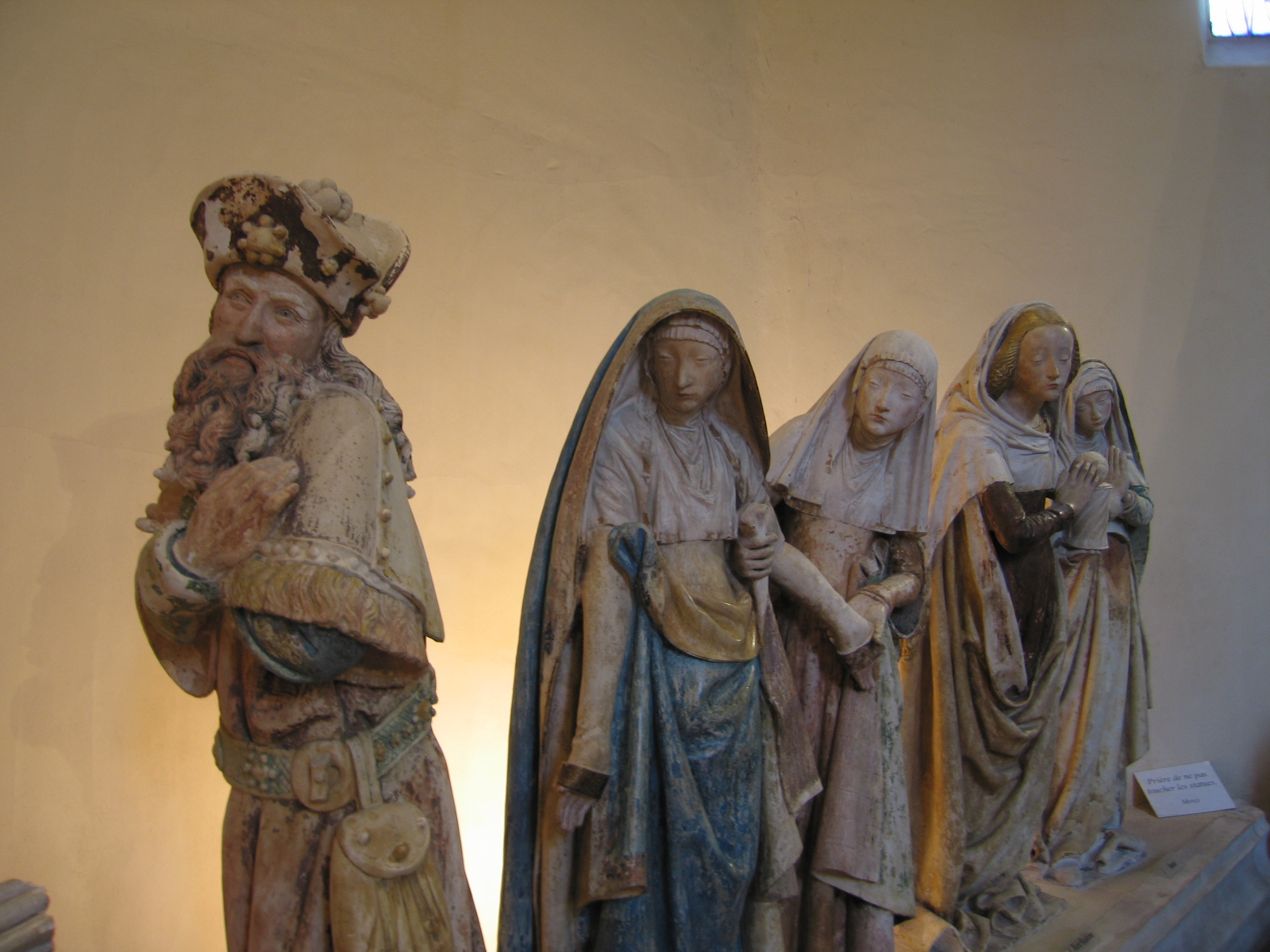
Mise au tombeau, groupe de droite

## Description
Le groupe est composé d'un ensemble de 20 statues, représentant trois étapes de la passion du Christ.
Au sommet de l'ensemble se trouve un Christ en croix. Il surmonte une pietà regroupant 8 personnages. La partie inférieure du groupe sculpté représente la mise au tombeau elle-même, avec un ensemble de 11 statues.
Au centre de la mise au tombeau se trouve le Christ reposant sur son linceul. À gauche un groupe de 4 hommes et une femme, parmi lesquels on trouve Louis Ier d'Amboise (tenant un morceau du Linceul), puis Joseph d'Arimathie, Saint Jacques puis Saint Jean (tenant la couronne d'épines), et enfin Marie-Jacob. À droite se trouve un groupe de 4 femmes et un homme. Nicodème tenait à l'origine un morceau du linceul, puis vient Marie et trois autres femmes (dont Marie-Madeleine).
Le groupe est remarquable par la grande qualité de sculpture, l'expression des personnages et marque la transition entre la sculpture gothique et le début de la Renaissance.

## Classement
Cet ensemble d'objets fait l’objet d’un classement au titre objet des monuments historiques le 28 mars 1904. Le classement s'est fait en trois parties, respectivement le 28 mars 1904 (Mise au tombeau); le 30 novembre 1908 (Pietà) et le 5 novembre 1953 (Christ en croix).